# Dan Hamhuis
Daniel Hamhuis (né le 13 décembre 1982 à Smithers, dans la province de la Colombie-Britannique au Canada) est un joueur professionnel canadien de hockey sur glace. Il évolue au poste de défenseur.

## Biographie

### Carrière en club
En 1998, il commence sa carrière junior avec les Cougars de Prince George dans la Ligue de hockey de l'Ouest. Il est choisi au premier tour en douzième position par les Predators de Nashville lors du repêchage d'entrée dans la LNH 2001. Il passe professionnel en 2002 avec les Admirals de Milwaukee, club ferme des Predators dans la Ligue américaine de hockey. Le 9 octobre 2003, il joue son premier match dans la Ligue nationale de hockey avec les Predators de Nashville face aux Mighty Ducks d'Anaheim. Il inscrit sa première assistance et son premier but le 16 octobre 2003 face aux Blues de Saint-Louis.
Le 1er juillet 2010, il signe un contrat en tant qu'agent libre avec les Canucks de Vancouver.
Le 1er juillet 2016, il signe une entente de 2 ans à titre de joueur autonome avec les Stars de Dallas.
Le 25 juillet 2018, il effectue un retour comme agent libre avec les Predators. Il s'entend avec son équipe d'origine sur les termes d'un contrat de 2 saisons.
Il annonce sa retraite, le 13 août 2020, après une carrière de 16 saisons et 1148 matchs dans la LNH

### Carrière internationale
Il représente le Canada au niveau international.

## Statistiques

### En club
| Saison     | Équipe                   | Ligue      |       | Saison régulière | Saison régulière | Saison régulière | Saison régulière | Saison régulière |   | Séries éliminatoires | Séries éliminatoires | Séries éliminatoires | Séries éliminatoires | Séries éliminatoires |
| Saison     | Équipe                   | Ligue      | PJ    | B                | A                | Pts              | Pun              | PJ               | B | A                    | Pts                  | Pun                  |                      |                      |
| 1998-1999  | Cougars de Prince George | LHOu       | 56    | 1                | 3                | 4                | 45               | 7                | 1 | 2                    | 3                    | 8                    |                      |                      |
| 1999-2000  | Cougars de Prince George | LHOu       | 70    | 10               | 23               | 33               | 140              | 13               | 2 | 3                    | 5                    | 35                   |                      |                      |
| 2000-2001  | Cougars de Prince George | LHOu       | 62    | 13               | 46               | 59               | 125              | 6                | 2 | 3                    | 5                    | 15                   |                      |                      |
| 2001-2002  | Cougars de Prince George | LHOu       | 59    | 10               | 50               | 60               | 135              | 7                | 0 | 5                    | 5                    | 16                   |                      |                      |
| 2002-2003  | Admirals de Milwaukee    | LAH        | 68    | 6                | 21               | 27               | 81               | 6                | 0 | 3                    | 3                    | 2                    |                      |                      |
| 2003-2004  | Predators de Nashville   | LNH        | 80    | 7                | 19               | 26               | 57               | 6                | 0 | 2                    | 2                    | 6                    |                      |                      |
| 2004-2005  | Admirals de Milwaukee    | LAH        | 76    | 13               | 38               | 51               | 85               | 7                | 0 | 2                    | 2                    | 10                   |                      |                      |
| 2005-2006  | Predators de Nashville   | LNH        | 82    | 7                | 31               | 38               | 70               | 5                | 0 | 2                    | 2                    | 2                    |                      |                      |
| 2006-2007  | Predators de Nashville   | LNH        | 81    | 6                | 14               | 20               | 66               | 5                | 0 | 1                    | 1                    | 2                    |                      |                      |
| 2007-2008  | Predators de Nashville   | LNH        | 80    | 4                | 23               | 27               | 66               | 6                | 1 | 1                    | 2                    | 6                    |                      |                      |
| 2008-2009  | Predators de Nashville   | LNH        | 82    | 3                | 23               | 26               | 67               | -                | - | -                    | -                    | -                    |                      |                      |
| 2009-2010  | Predators de Nashville   | LNH        | 78    | 5                | 19               | 24               | 49               | 6                | 0 | 2                    | 2                    | 2                    |                      |                      |
| 2010-2011  | Canucks de Vancouver     | LNH        | 64    | 6                | 17               | 23               | 34               | 19               | 1 | 5                    | 6                    | 6                    |                      |                      |
| 2011-2012  | Canucks de Vancouver     | LNH        | 82    | 4                | 33               | 37               | 46               | 5                | 0 | 3                    | 3                    | 6                    |                      |                      |
| 2012-2013  | Canucks de Vancouver     | LNH        | 47    | 4                | 20               | 24               | 12               | 4                | 1 | 1                    | 2                    | 8                    |                      |                      |
| 2013-2014  | Canucks de Vancouver     | LNH        | 79    | 5                | 17               | 22               | 26               | -                | - | -                    | -                    | -                    |                      |                      |
| 2014-2015  | Canucks de Vancouver     | LNH        | 59    | 1                | 22               | 23               | 44               | 6                | 0 | 1                    | 1                    | 16                   |                      |                      |
| 2015-2016  | Canucks de Vancouver     | LNH        | 58    | 3                | 10               | 13               | 28               | -                | - | -                    | -                    | -                    |                      |                      |
| 2016-2017  | Stars de Dallas          | LNH        | 79    | 1                | 15               | 16               | 23               | -                | - | -                    | -                    | -                    |                      |                      |
| 2017-2018  | Stars de Dallas          | LNH        | 80    | 3                | 21               | 24               | 33               | -                | - | -                    | -                    | -                    |                      |                      |
| 2018-2019  | Predators de Nashville   | LNH        | 57    | 0                | 5                | 5                | 28               | 6                | 0 | 0                    | 0                    | 0                    |                      |                      |
| 2019-2020  | Predators de Nashville   | LNH        | 60    | 0                | 8                | 8                | 35               | -                | - | -                    | -                    | -                    |                      |                      |
| Totaux LNH | Totaux LNH               | Totaux LNH | 1 148 | 59               | 297              | 356              | 684              | 68               | 3 | 18                   | 21                   | 54                   |                      |                      |

### En équipe nationale
| Année | Compétition                 |    | PJ | B | A | Pts | Pun | +/-                |  | Résultat |
| 2001  | Championnat du monde junior | 7  | 0  | 1 | 1 | 8   | +2  | Médaille de bronze |  |          |
| 2002  | Championnat du monde junior | 6  | 0  | 3 | 3 | 8   | +8  | Médaille d'argent  |  |          |
| 2006  | Championnat du monde        | 9  | 1  | 4 | 5 | 10  | +3  | Quatrième place    |  |          |
| 2007  | Championnat du monde        | 9  | 1  | 2 | 3 | 2   | +4  | Médaille d'or      |  |          |
| 2008  | Championnat du monde        | 9  | 1  | 1 | 2 | 8   | +6  | Médaille d'argent  |  |          |
| 2009  | Championnat du monde        | 9  | 2  | 2 | 4 | 16  | +7  | Médaille d'argent  |  |          |
| 2013  | Championnat du monde        | 3  | 0  | 1 | 1 | 2   | +2  | Cinquième place    |  |          |
| 2014  | Jeux olympiques             | 5  | 0  | 0 | 0 | 0   | +1  | Médaille d'or      |  |          |
| 2015  | Championnat du monde        | 10 | 0  | 6 | 6 | 8   | +9  | Médaille d'or      |  |          |

## Trophées et honneurs personnels

### Ligue de hockey de l'Ouest
- 2000-2001 : nommé dans la première équipe d'étoiles de l'association de l'Ouest.
- 2001-2002 : remporte le Trophée commémoratif Bill-Hunter.
- 2001-2002 : remporte le Trophée commémoratif des quatre Broncos.
- 2001-2002 : nommé dans la première équipe d'étoiles de l'association de l'Ouest.

### Ligue canadienne de hockey
- 2001-2002 : remporte le défenseur de la saison.
- 2001-2002 : nommé dans la première équipe d'étoiles.

### Ligue américaine de hockey
- 2004-2005 : nommé dans la deuxième équipe d'étoiles.